# Tweede Kamerverkiezingen 1989/Kandidatenlijst/AWP
Dit is de kandidatenlijst voor de Tweede Kamerverkiezingen 1989 van de Anti Werkloosheid Partij.

## De lijst
1. Albert Wissink - 1.619 stemmen
2. Nico van Beem - 109
3. Dick Schakelaar - 83
4. Ariëtta Timmerman-Smit - 82
5. Harry Dundas - 65
6. Piet Swart - 61
7. J. Cupery - 152

CDA · PvdA · VVD · D66 · SGP · Groen Links · GPV · RPF · VCN · SP · Humanistische Partij · Milieu Defensie Partij 2000+ · PDS · Realisten Nederland · AWP · Bejaarden Centraal · Vrouwenpartij · Socialistische Minderheden Partij · Centrumdemocraten · De Groenen · PPvO · VMP · SAP · Grote Alliance Partij · Staatkundige Federatie